# 정치 자금
정치 자금(政治資金)은 정치를 하는 데 소요되는 자금이다.

## 정치 자금의 수입
- 당비
- 정치후원금
- 기탁금
- 보조금
- 정당의 당헌 및 당규에서 정한 부대 수입

## 정치자금의 지출
- 선거에 의하여 당선된 후보에게 지급되는 비용.
- 선거의 후보자에게 지급되는 선거비용.
- 선거의 후보자가 되고자 하는 자에게 지급되는 선거비용.
- 정당인에게 지급되는 인건비
- 정당의 재산과 정당인의 정치활동에 소요되는 비용.

## 판례
- 노동단체의 정치자금기부를 금지하는 것은 위헌이다.[1]

## 정치자금부정수수죄
정치자금부정수수죄는 「정치자금법」 제45조에 규정된 범죄로, 법에서 정하지 아니한 방법으로 정치자금을 기부하거나 기부받은 경우에 성립합니다. 여기서 정치자금은 정치활동을 위하여 정치활동을 하는 자에게 제공되는 금전, 유가증권, 그 밖의 물건 일체를 의미합니다.

### 판례
- 정치자금을 기부하는 자의 범죄가 성립하지 않으면 정치자금을 기부받는 자가 정치자금법이 정하지 않은 방법으로 정치자금을 제공받는다는 의사를 가지고 받더라도 정치자금부정수수죄가 성립한다[2]

## 같이 보기
- 부정부패